# بیب (فیلم ۱۹۹۲)
بیب (به انگلیسی: The Babe) یک فیلم درام و زندگی‌نامه‌ای آمریکایی محصول سال ۱۹۹۲ که در مورد زندگی بازیکن مشهور بیسبال بیب روث با بازی جان گودمن به تصویر کشیده شده‌است. به کارگردانی آرتور هیلر، نویسندگی جان فاسکو، در ۱۷ آوریل ۱۹۹۲ در ایالات متحده اکران شد و نقدهای متفاوتی دریافت کرد. روایت تا حدی تخیلی از زندگی روث در مریلند و با دوران کودکی او آغاز می‌شود. این فیلم زندگی شخصی او و ظهور او را به عنوان بازیکن توپ با تیم بوستون رد ساکس، تجارت به نیویورک، و کاهش سلامتی و حرفه‌ای را پوشش می‌دهد که با کنار رفتن او پس از اینکه یک مدیر «فقط نام» برای افزایش فروش بلیت بود، به پایان می‌رسد.

## بازیگران
- جان گودمن در نقش بیب روث
- کلی مک‌گیلس در نقش کلر مریت روث
- ترینی آلوارادو در نقش هلن وودفورد روث
- بروس باکسلیتنر در نقش جو دوگان
- پیتر دونات در نقش هری فریزی
- جیمز کرامول در نقش برادر ماتیاس

## باکس آفیس
این فیلم همچنین موفقیت مالی نداشت. این فیلم بیش از ۱۹٫۹ میلیون دلار در سراسر جهان در گیشه فروش داشت و پس از پنج هفته از سینماها خارج شد.